# Mario Segale

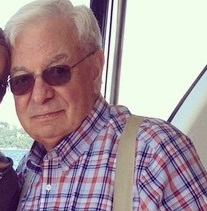
Segale năm 2016

Mario Arnold Segale (30 tháng 4 năm 1934 – 27 tháng 10 năm 2018) là một doanh nhân và nhà phát triển bất động sản Mỹ. Ông đã tham gia vào các dự án phát triển khác nhau trong khu vực Seattle từ những năm 1950 trở đi. Nhân vật Mario của Nintendo được đặt tên theo ông trong khi công ty của ông đang thuê một nhà kho cho công ty.

## Sự nghiệp kinh doanh
Segale sinh ra ở Seattle có cha mẹ là những người nhập cư Ý thế hệ đầu tiên, Louis và Rina Segale, và là đứa con duy nhất của họ. Cậu tốt nghiệp trường trung học Highline vào năm 1952 và bắt đầu một công ty xây dựng với một chiếc xe tải duy nhất vào năm 1957, cùng năm đó ông kết hôn với vợ Donna. Cặp đôi này đã làm việc để phát triển một doanh nghiệp nhựa đường và xây dựng tư nhân, MA Segale Inc., đã trở thành một nhà thầu lớn trong khu vực và được bán với giá 60 triệu đô la vào năm 1998 cho mối quan tâm của Ireland CRH plc, để tích hợp vào đơn vị Vật liệu Oldcastle của nó. 
Segale và con trai ông Mark đã tham gia vào các liên doanh khác, bao gồm cả đầu tư bất động sản tại khu vực Seattle. Công ty của ông đã bán quyền sử dụng đất cho đường đua Emerald Downs ở Auburn cho bộ lạc Muckleshoot vào năm 1996 với giá 73,6 triệu đô la. Segale cũng tham gia rất nhiều vào các dự án khu vực Tukwila, bao gồm dự án phát triển 490 mẫu Anh (2.0 km2) có tên là Tukwila South trong những năm 2010.

## Di sản của Nintendo Mario
Nintendo bắt đầu thuê một trong những kho Tukwila của Segale vào năm 1981 để sử dụng làm trụ sở của Mỹ. Trong sự phát triển của một game arcade đó sẽ trở thành Donkey Kong, Segale thăm nhà kho để thu tiền thuê nhà quá hạn từ chủ tịch Nintendo của America Minoru Arakawa và mắng anh ta trước mặt nhân viên. Theo một câu chuyện lưu truyền rộng rãi, Arakawa và các nhà phát triển khác sau đó trở nên bất tử Segale bằng cách đổi tên ngôi sao của Donkey Kong, trước đây được gọi là "Jumpman", để "Mario". 
Câu chuyện này đã được xuất bản lần đầu vào năm 1993 cuốn sách Game Over David Sheff của (tuy nhiên, vì một lỗi chính tả trong cuốn sách này, trong nhiều năm qua người ta nghĩ tên cuối cùng của ông được đánh vần Segali), và sau đó xuất hiện trong Steven L. Kent Lịch sử Ultimate của video Trò chơi vào năm 2001. Sau đó nó lan rộng trên Internet. Vào năm 2015, Nintendo đã xác nhận rằng nhân vật Mario của họ thực sự được đặt theo tên của Segale. Về phần mình, Segale phần lớn kín đáo về chủ đề này, trích dẫn tờ The Seattle Times trong một cuộc phỏng vấn hiếm hoi vào năm 1993, "Anh có thể nói tôi vẫn đang chờ kiểm tra tiền bản quyền của tôi."